# Technion
Das Technion (hebräisch הַטֶּכְנִיּוֹן – מָכוֹן טֶכְנוֹלוֹגִי לְיִשְׂרָאֵל ha'Ṭechnijjōn – machōn ṭechnōlōgī lə'Jisra'el, deutsch ‚das Technion – Technologisches Institut für Israel‘; arabisch التخنيون; englisch Technion – Israel Institute of Technology, zunächst als Technikum bezeichnet) ist die Technische Universität Israels und hat seinen Sitz in Haifa. Das Technion wurde im Jahr 1912 gegründet und gilt somit noch vor der Hebräischen Universität Jerusalem als älteste Hochschuleinrichtung Israels.

## Campus
Der Hauptcampus befindet sich am nordöstlichen Stadtrand. Er wurde von Premierminister David Ben-Gurion ausgewählt und hat eine Größe von 1,325 km², wovon ein Drittel (ca. 0,438 km²) mit 85 Gebäuden bebaut ist. In den Studentenwohnheimen auf dem Campus können 4.000 Studenten wohnen. Seit 11. April 2022 erschließt die nicht straßengebundene Luftseilbahn haRakkavlit den Hauptcampus mit den zwei Stationen Technion ʿEljon (טֶכְנִיּוֹן עֶלְיוֹן deutsch ‚Oberes Technion‘, englisch Upper Technion) und Technion Merkaz (טֶכְנִיּוֹן מֶרְכָּז deutsch ‚Technion Zentrum‘, englisch Central Technion) und bietet Verbindungen zum Campus der Universität Haifa wie zum Eisenbahnverkehr am Bahnhof Haifa Merkasit haMifratz.
Die medizinische Fakultät befindet sich nicht auf dem Campus, sondern im Stadtteil Bat Gallim, in der Nähe des Rambam-Krankenhauses.

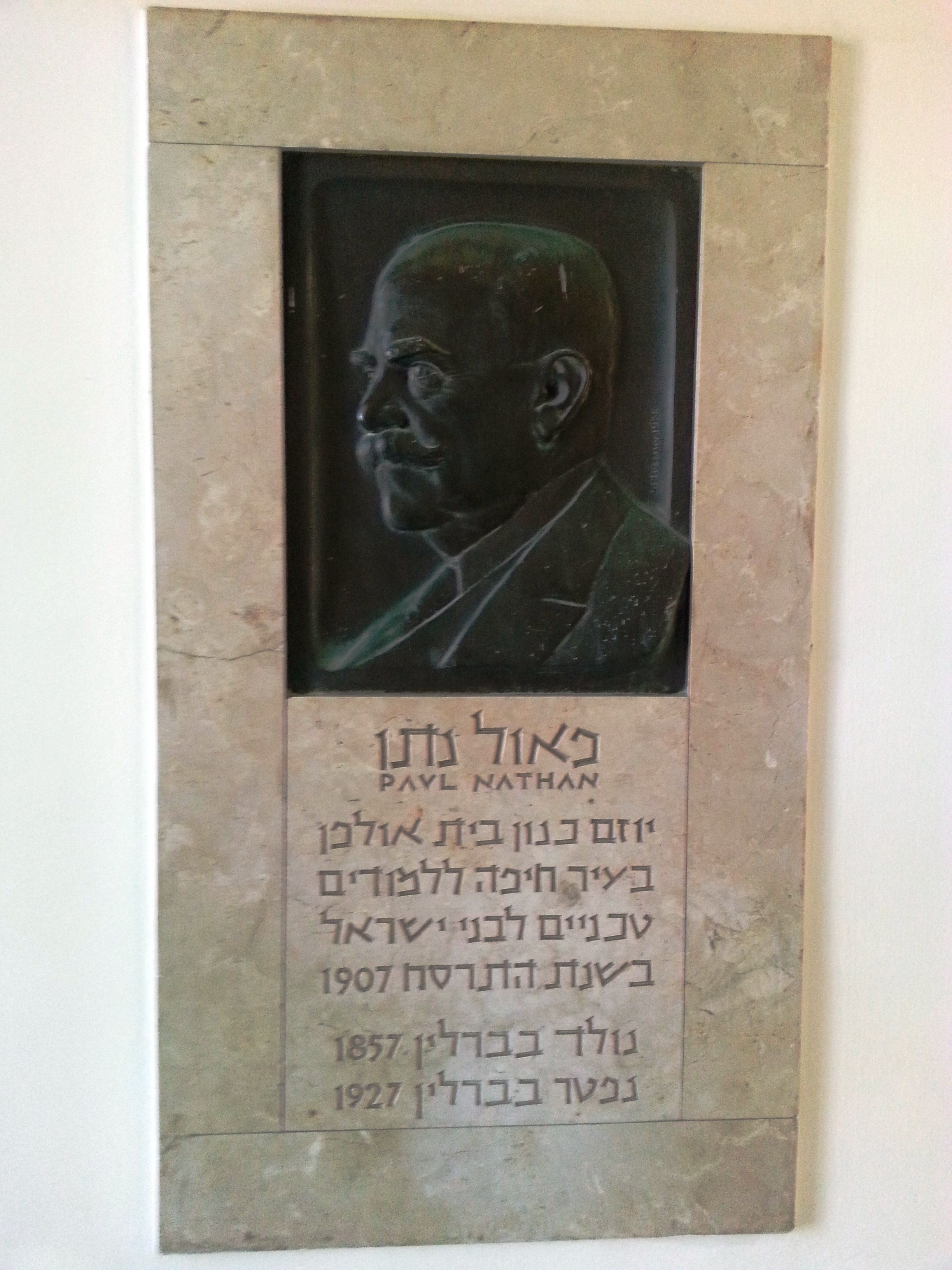
Entrée des alten Technions: Tafel für Paul Nathan

## Geschichte

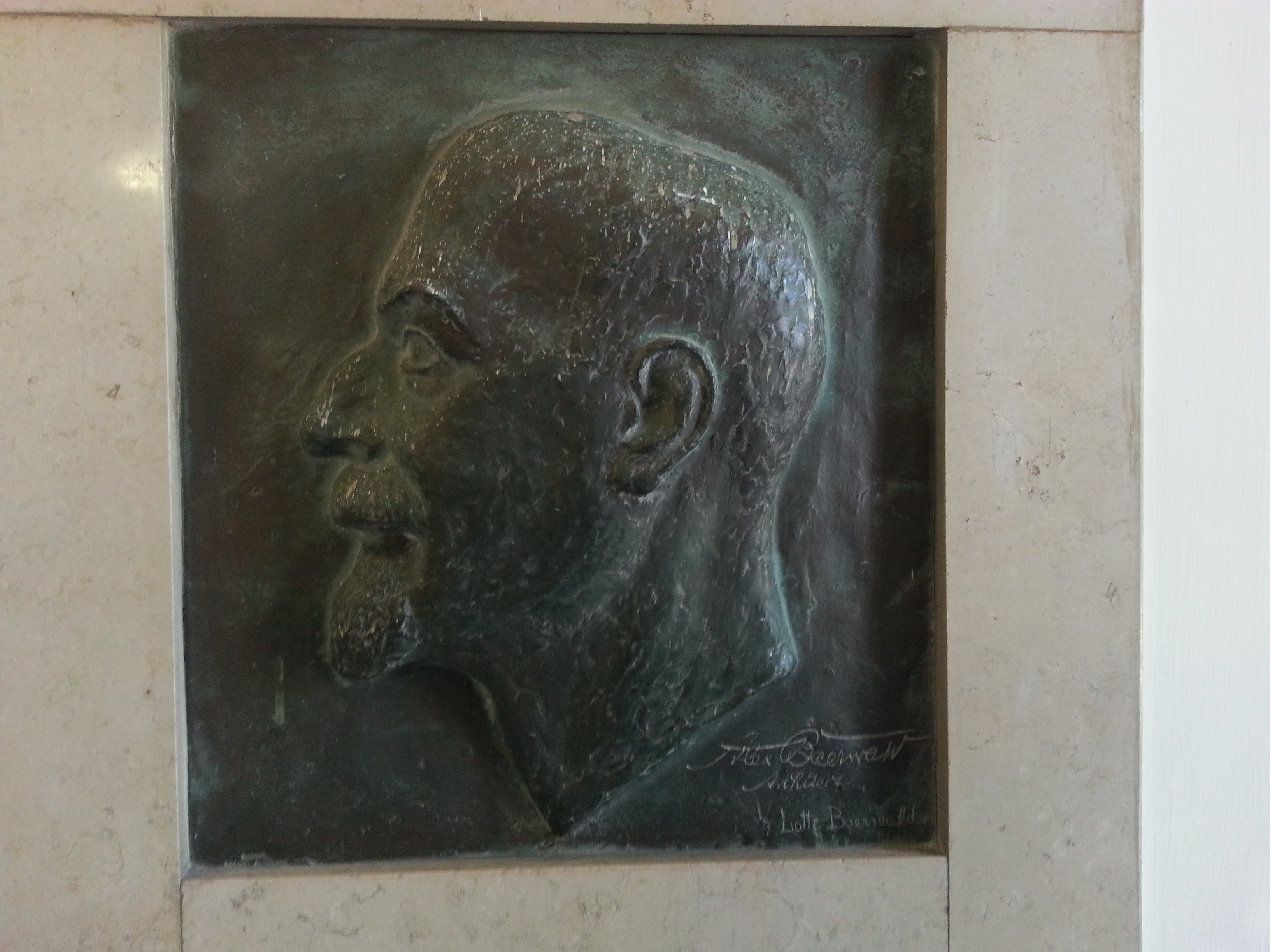
Entrée des alten Technions: Tafel für Alex Baerwald von Lotte Baerwald

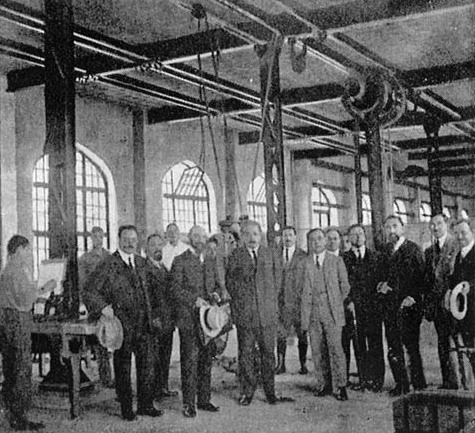
Albert Einstein bei seinem einzigen Besuch des Technions im Februar 1923

Im Jahre 1907 unternahm Paul Nathan, der Direktor des Hilfsvereins der deutschen Juden, seine erste Palästinareise. Eines der Anliegen war, einen geeigneten Ort zur Errichtung einer technischen Hochschule zu finden. Nach seiner Rückkehr fiel 1908 aufgrund seiner Empfehlungen die Entscheidung für Haifa und gegen Jerusalem. 1909 beauftragte der Hilfsverein Alex Baerwald, ein Hochschulgebäude für das Technion zu errichten. Das Sandsteingebäude (heute Wissenschaftsmuseum) mit der orientalisch wirkenden Hauptfassade war als Teil eines auf die Küste hin orientierten Ensembles angelegt, zu dem auch das Hebräische Realgymnasium gehört. Das damalige Hauptgebäude wurde ab 1912/1913 errichtet, blieb durch den Ersten Weltkrieg unfertig und diente dann ab 1917 als Lazarett.
Deutsch war damals noch eine dominierende Sprache in Naturwissenschaften und Technik. Viele Professoren am Technion kamen aus Deutschland und wollten in ihrer Muttersprache unterrichten. Jedoch wurde am 22. Februar 1914 Deutsch als Unterrichtssprache durch Hebräisch ersetzt.
1923 wurde das Deutsche Komitee für das Technische Institut in Haifa, also die heutige Deutsche Technion-Gesellschaft, als erste Gesellschaft zur Förderung der wissenschaftlichen Verbindungen des jeweiligen Landes zum Technion gegründet. Mit großer Verzögerung, bedingt durch den Ersten Weltkrieg, nahm das Technion den Betrieb im Jahr 1924 auf. Der erste Jahrgang bestand aus 16 Studenten (darunter eine Frau), in den Fächern Bauingenieurwesen und Architektur, wo Baerwald unterrichtete.
In den 1930er Jahren nahm das Technion zahlreiche jüdische Studenten und Wissenschaftler auf, die vor den Nazis flohen. 1934 wurde die Fakultät für Industrietechnologie eröffnet, die später in mehrere unabhängige Fakultäten aufgeteilt wurde. Ende der 1930er Jahre waren über 400 Studenten am Technion eingeschrieben.
Im Jahr 1948, als der Staat Israel gegründet wurde, hatte das Technion 680 Studenten. 1948 und 1949 wurden die Fakultäten für Elektrotechnik, Maschinenbau und Luftfahrttechnik gegründet. Letztere wurde später in Fakultät für Luft- und Raumfahrttechnik umbenannt.
Als der ursprüngliche Campus im Zentrum von Haifa zu klein wurde, wählte der damalige Premierminister David Ben Gurion einen 1,325 Quadratkilometer großen Bereich am Stadtrand von Haifa für den neuen Campus aus. Das Technion begann 1953 in den neuen Campus umzuziehen. In den fünfziger Jahren wurden die Fakultäten für Landwirtschaftstechnik, Chemie, Chemietechnik, Wirtschaftsingenieurwesen und Management sowie für Allgemeine Studien neu gegründet.
In den 1960er Jahren wurden weitere acht Fakultäten gegründet, darunter auch die Fakultät für Informatik und die Fakultät für Medizin. 1969 erhielt das Technion die Campussynagoge Ohel Aharon. 1970 wurde, als bisher jüngste Fakultät, die Fakultät für Biologie gegründet.

## Fakultäten
Nach dem Gründungsjahr geordnet

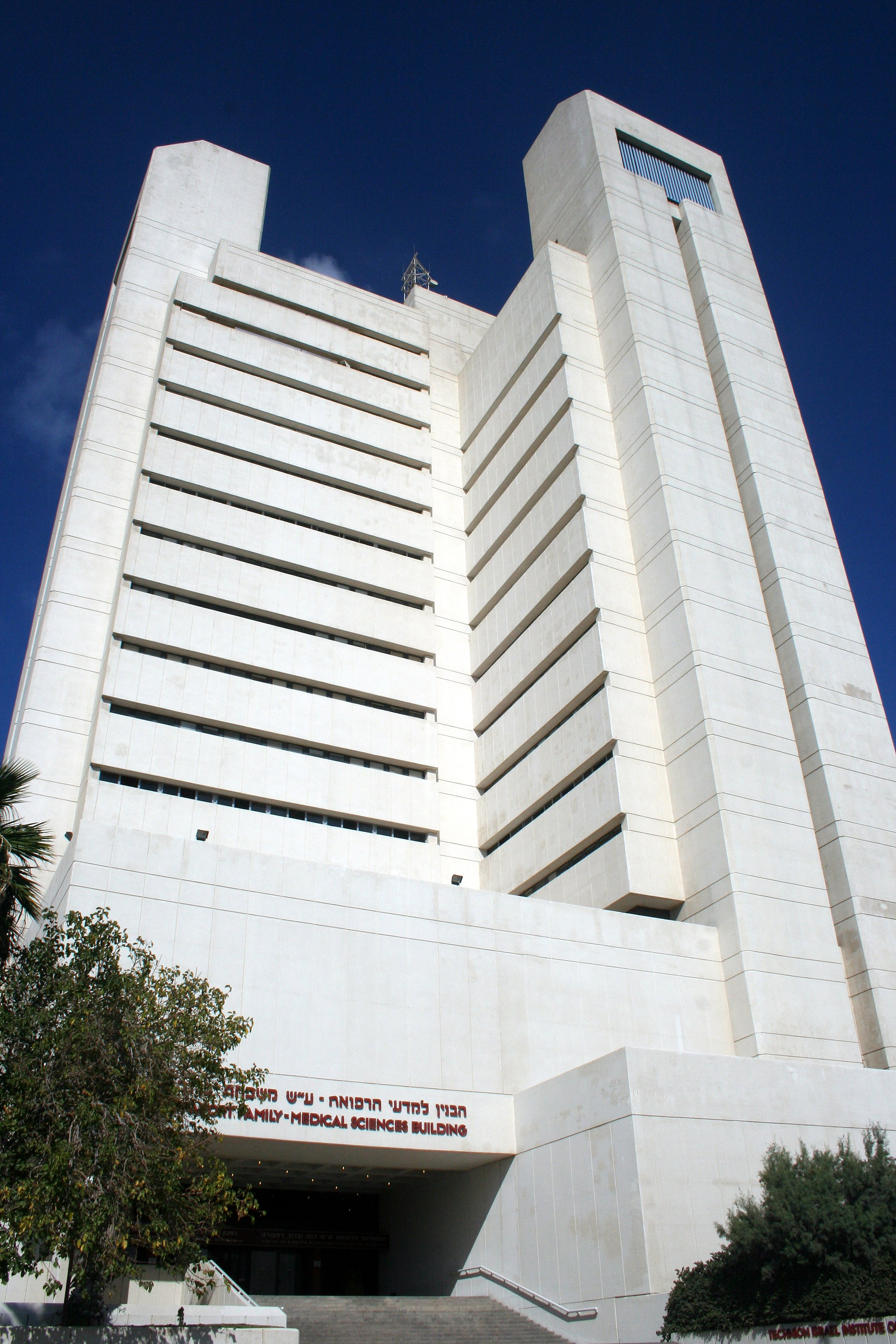
Fakultät für Medizin

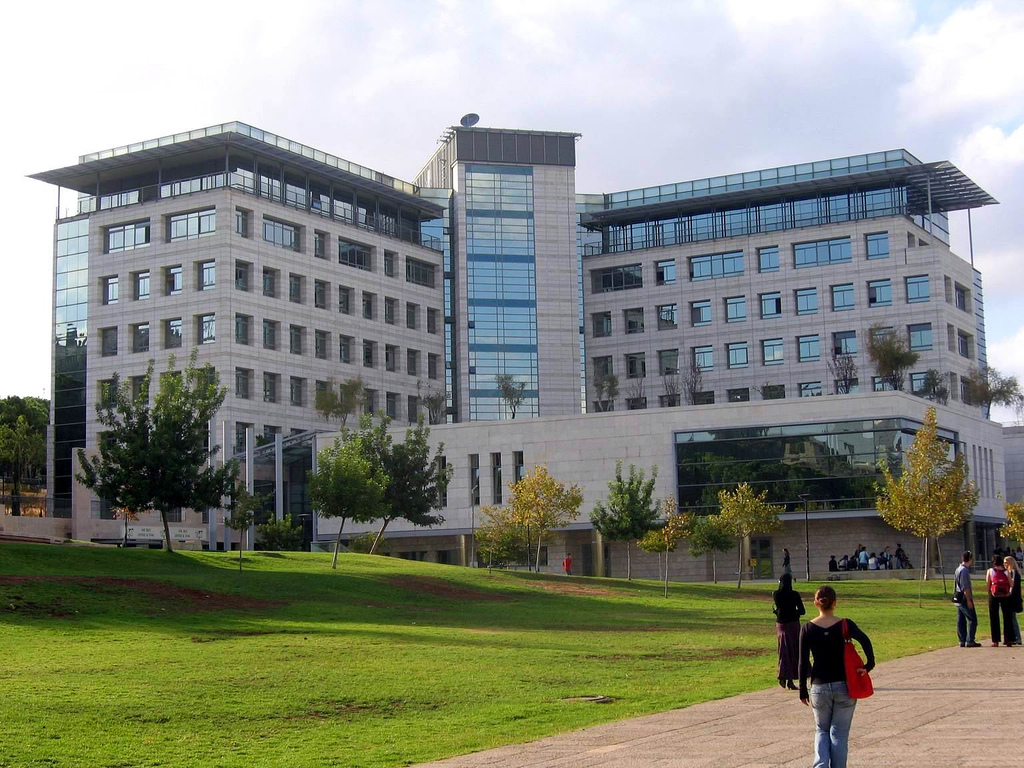
Fakultät für Informatik

1. Architektur und Stadtplanung (1924)
2. Bauingenieurwesen und Umwelttechnik (1924)
3. Elektrotechnik (1948)
4. Maschinenbau (1948)
5. Luft- und Raumfahrttechnik (1949)
6. Landwirtschaftstechnik (1953)
7. Chemieingenieurwesen (1954)
8. Allgemeine Studien (1958)
9. Chemie (1958)
10. Wirtschaftsingenieurwesen und Management (1958)
11. Mathematik (1960)
12. Physik (1960)
13. Nahrungsmittel- und Biotechnologie (1962)
14. Pädagogik der Naturwissenschaften und Technik (1965)
15. Materialwissenschaft (1967)
16. Biomedizinische Technik (1969)
17. Informatik (1969)
18. Medizin (1969)
19. Biologie (1970)

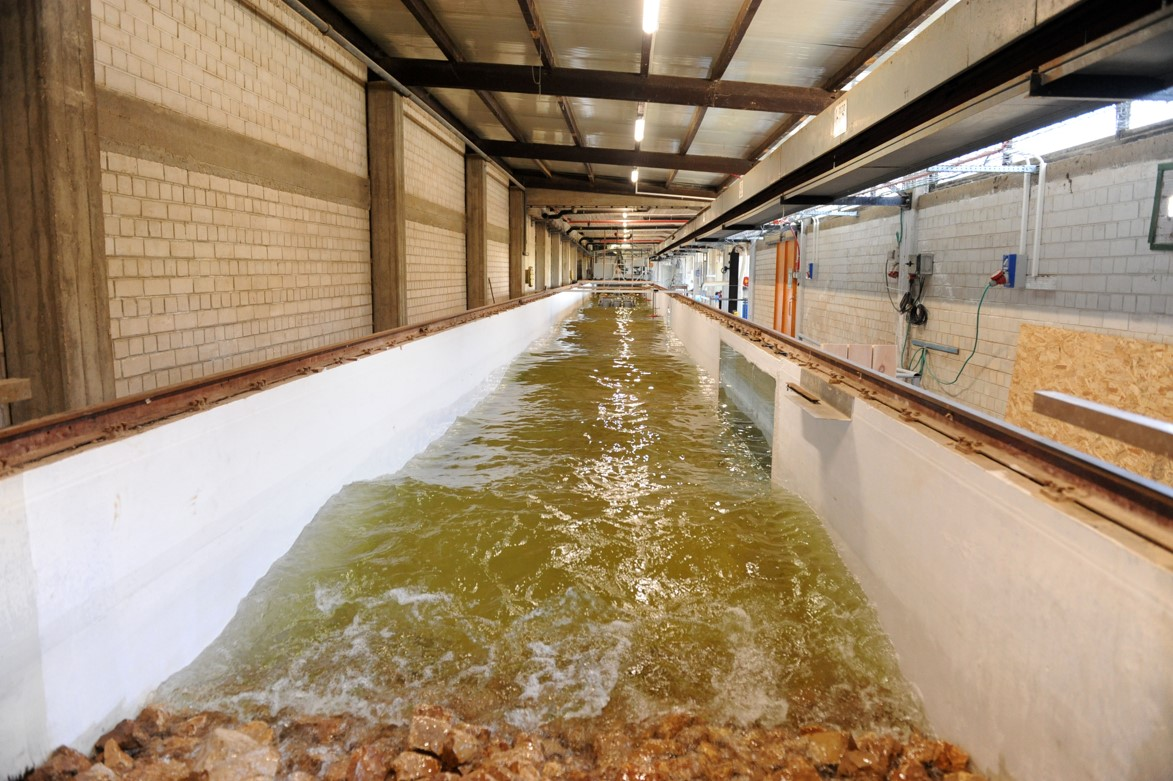
Der Wellenkanal des Israeli Coastal and Marine Engineering Research Institute

Außerdem gibt es 40 Forschungsinstitute.

## Absolventen und Dozenten
- Shai Agassi (* 1968), IT-Unternehmer, früherer Entwicklungspräsident der SAP
- Alex Baerwald (1877–1930), Architekt, Maler und Musiker; Gründungsmitglied
- Eli Biham (* 1960), Kryptologe, Mitentwickler der differentiellen Kryptoanalyse
- Aaron Ciechanover (* 1947), Mediziner, Chemie-Nobelpreisträger 2004
- Andi Gutmans (* 19??), Entwickler von PHP und Gründer des Unternehmens Zend Technologies
- Avram Hershko (* 1937), Mediziner, Chemie-Nobelpreisträger 2004
- Einat Kalisch-Rotem (* 1970), Architektin und Politikerin (Bürgermeisterin von Haifa)
- Abraham Lempel (1936–2023), Informatiker
- Schulamit Levenberg (* 1969), Biologin und Hochschullehrerin
- Daniel M. Lewin (1970–2001), Informatiker; Gründer von Akamai
- Yuval Ne’eman (1925–2006), Physiker und Politiker – Klassifikation der Hadronen durch eine SU(3)-Symmetrie
- Judea Pearl (* 1936), Informatiker und Turing-Preisträger
- Alexander Pinthus (1893–1981), Architekt und Städtebauer
- Amir Pnueli (1941–2009), Informatiker und Turing-Preisträger
- Daniel Shechtman (* 1941), Physiker, Nobelpreisträger für Chemie 2011
- Zeev Suraski (* 1976), Softwareentwicler
- Arieh Warshel (* 1940), Chemiker Nobelpreisträger für Chemie 2013
- Jacob Ziv (1931–2023) (Professor für Elektrotechnik), Erfinder des LZW-Algorithmus für verlustfreie Datenkompression

Siehe auch: Kategorie:Hochschullehrer (Technion, Haifa)

## Kritik
Im Oktober 2014 unterzeichneten 343 britische Universitätsprofessoren und -lektoren (darunter Patrick Bateson von der University of Cambridge, Ted Honderich vom University College London, T. W. B. Kibble vom Imperial College London und Richard Sennett von der London School of Economics) nach dem Vorbild des Boykotts gegen Südafrika unter dem Apartheidregime einen Aufruf für einen akademischen Boykott israelischer Hochschulen, da diese an israelischen Verstößen gegen internationales Recht beteiligt seien. Als Beispiel für diese Beteiligung wird das Technion hervorgehoben, das „unbemannte Bulldozer als Waffen entwickelt hat, die eingesetzt werden, um palästinensische Wohnhäuser zu zerstören“, und das besondere Techniken entwickelt habe, „um Tunnels aufzuspüren, mit denen die Palästinenser die illegale Belagerung des Gazastreifens durchbrechen“.
Der Boykottbewegung wurde in der Vergangenheit u. a. von der Anti-Defamation League und dem Simon Wiesenthal Center Antisemitismus vorgeworfen, weil sie nur israelische Institutionen angreife, während anderswo tatsächlichem oder vermeintlichem Bruch des Völkerrechts (beispielsweise durch China in Tibet) nicht mit ähnlichen Kampagnen begegnet werde.